# TSA-Schloss

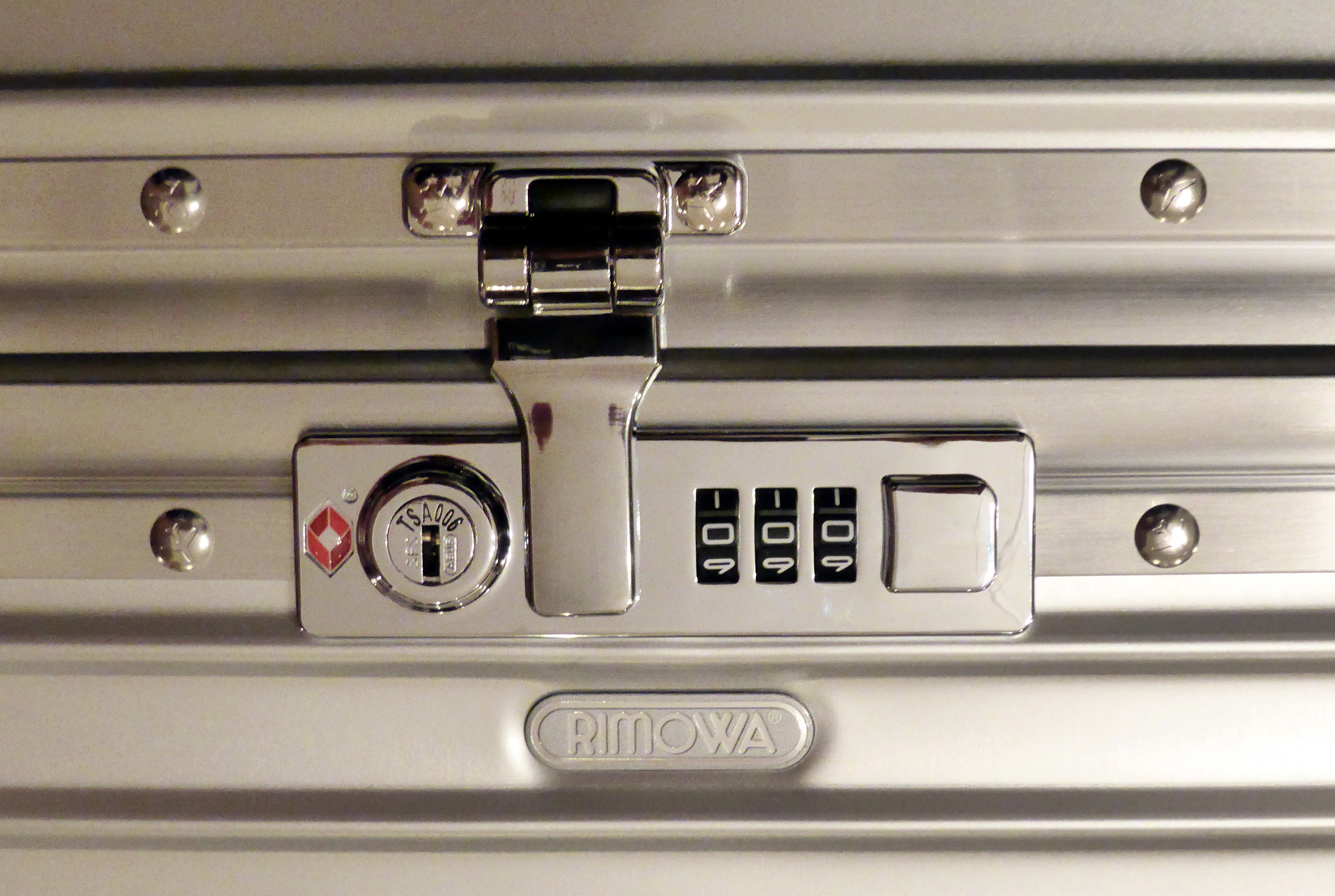
Koffer mit Zahlenschloss (rechts) und parallel öffnendem TSA-Schloss (links)

Ein TSA-Schloss ist eine spezielle Form eines Verschlusses, mit dem Gepäckstücke gesichert werden. Diese Schlösser wurden im Zuge der Verschärfung der Sicherheitsmaßnahmen im internationalen Reiseverkehr (vornehmlich in und aus den USA) entwickelt.

## Zweck
Sollte in einem Gepäckstück verdächtiges oder nicht identifizierbares Material durch die Gepäckdurchleuchtung gefunden werden, so kann das TSA-Schloss mit einem Generalschlüssel der US-amerikanischen Transportation Security Administration (TSA) geöffnet, das Gepäckstück durchsucht und das Schloss anschließend wieder verschlossen werden. Die richtige Zahlenkombination oder der Schlüssel ist daher zur Öffnung des regulären Gepäckschlosses bei mit TSA-Schlössern ausgestatteten Gepäckstücken nicht notwendig.
Falls ein Koffer kein TSA-Schloss besitzt und beispielsweise nur ein einfaches Zahlenschloss hat, so kann es passieren, dass bei einer notwendigen Durchsuchung des Gepäckstücks dieses Schloss durch die Sicherheitsbehörden ohne Rückfragen beim Inhaber aufgebrochen wird.
Inzwischen haben auch Behörden anderer Länder begonnen, TSA-Schlösser zu öffnen, unter anderem Kanada, Japan, Israel, Österreich, Südkorea und Finnland.

## Sicherheit
Aufgrund des Umstandes, dass nicht sichergestellt werden kann, dass keine Generalschlüssel nachgemacht und von Dieben etc. missbraucht werden, bietet ein TSA-Schloss kaum höhere Sicherheit vor Zugriff. Ebenso ist es sehr einfach, die Schlösser mithilfe eines Jigglers über den TSA-Schlosszylinder zu öffnen.

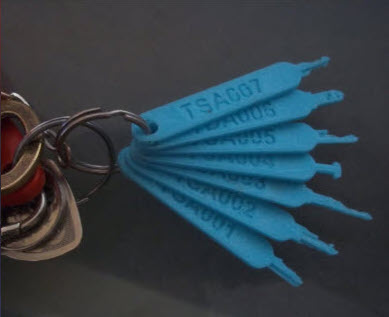
Nachgedruckte TSA-Schlüssel, 2015

Im Internet wurde 2015 ein „Bauplan“ für die Schlüssel veröffentlicht, so dass sie per 3D-Drucker angefertigt werden können. Laut Heise online ist damit klar, „dass die TSA-Schlösser an Koffern keinen Schutz mehr vor dem Zugriff durch Leute darstellen, die einen Internetanschluss und Zugang zu einem 3D-Drucker haben – heutzutage ist beides keine unüberwindliche Hürde mehr.“

## Kennzeichnung und Hersteller

Logo und Claim von Travel Sentry

Man erkennt Gepäckstücke, die mit einem TSA-Schloss versehen sind, an dem roten Logo der Travel Sentry Inc. oder dem Fackelsymbol von Safe Skies. Zudem wird die genaue Schlossart über einen Zahlen-Buchstaben-Code direkt am Schlüsselloch angegeben (z. B. TSA006).

### Travel Sentry
Das erste TSA-Schloss wurde von der Travel Sentry Inc. entwickelt, um zum Beispiel im internationalen Luftverkehr in und aus den Vereinigten Staaten erleichterte Inspektionen des Gepäcks vorzunehmen. Travel Sentry lizenziert diese Technologie an zahlreiche Gepäckhersteller.

### Safe Skies

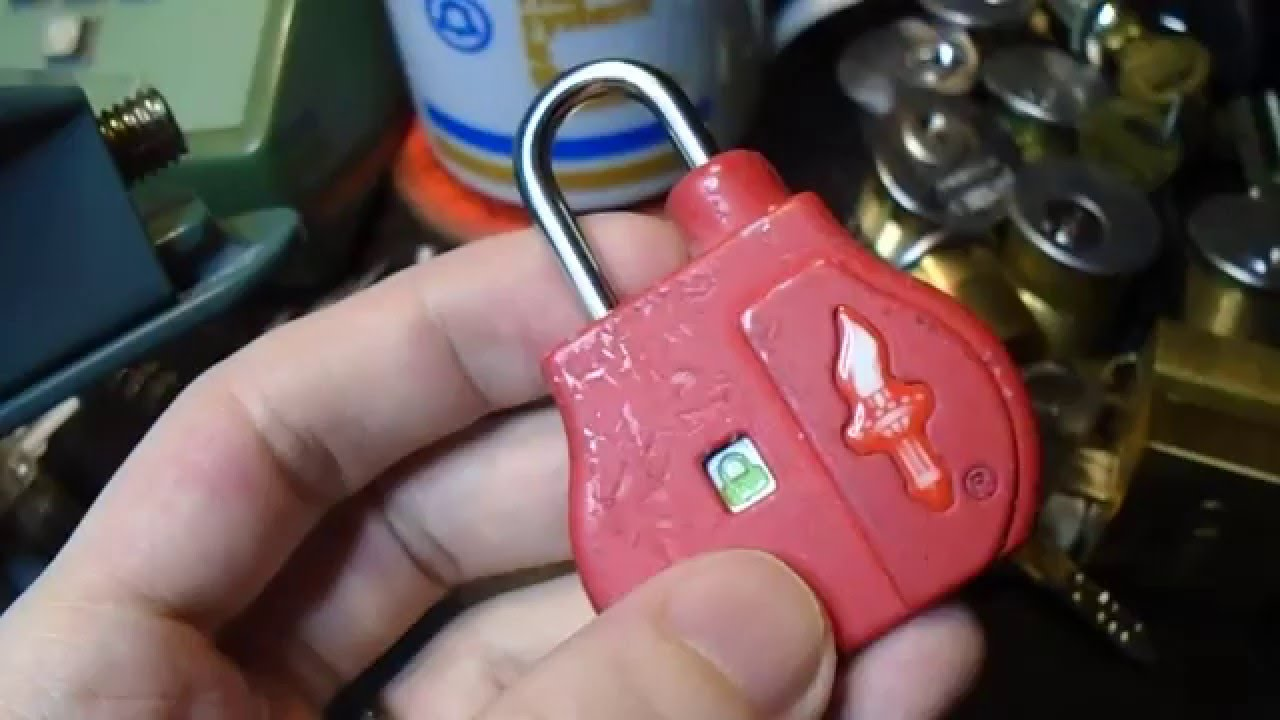
TSA-Schloss mit Anzeige der Öffnung durch einen Behördenschlüssel

Safe Skies ist ein Hersteller von Schlössern, die ebenfalls von der Transportation Security Administration anerkannt werden. Der Hersteller bietet unter anderem Schlösser an, die in einem Sichtfenster anzeigen, ob das Schloss von einem Behördenschlüssel geöffnet wurde. Die Anzeigefunktion ist dabei manipulierbar.